# Обель
Обе́ль (фр. Aubel, валлон. Ååbel / Åbe) — коммуна в Валлонии, расположенная в провинции Льеж, округ Вервье. Принадлежит Французскому языковому сообществу Бельгии. На площади 18,83 км² проживают 4082 человека (плотность населения — 217 чел./км²), из которых 48,92 % — мужчины и 51,08 % — женщины. Средний годовой доход на душу населения в 2003 году составлял 11 645 евро.
Почтовый код: 4880. Телефонный код: 087.